# Holger Drachmann
Holger Henrik Herholdt Drachmann (né le 9 octobre 1846 à Copenhague et mort le 14 janvier 1908 à Hornbæk sur l'île de Seeland), est un poète, dramaturge, peintre et journaliste danois.
Il est l'un des poètes danois les plus populaires, même si une grande partie de son œuvre est aujourd'hui oubliée.

## Biographie
Sa maison est devenue un musée présentant sa vie et son œuvre.

## Galerie

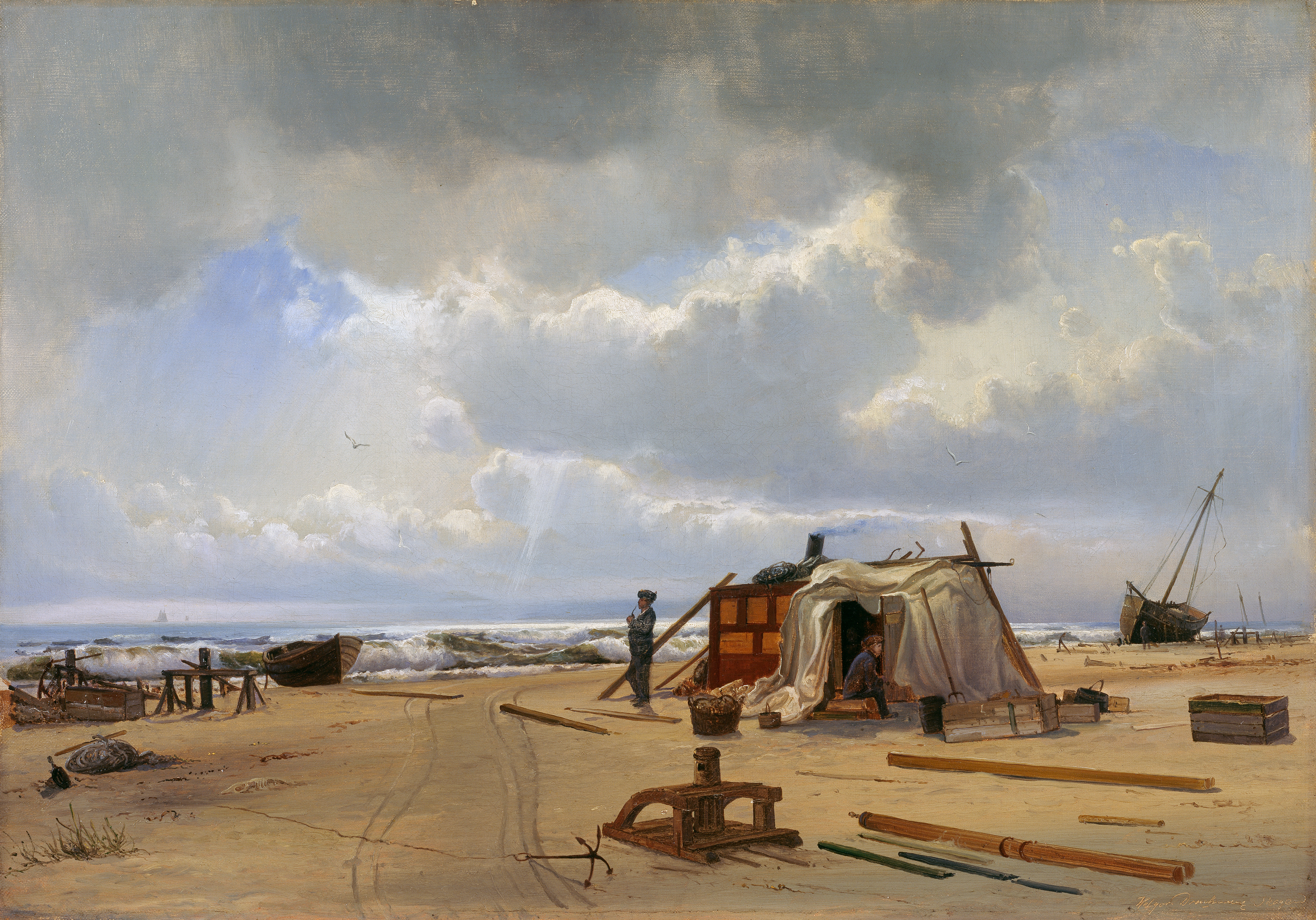
Holger Drachmann, En vraghytte på Skagen strand, 1872, musée de Skagen.
Holger Drachmann, Skagenhuse, 1882, musée de Skagen.
Holger Drachmann, Havet i oprør. Skagens Gren, 1907, musée de Skagen.
Holger Drachmann, Solnedgang en januardag i Skagen, 1907, musée de Skagen.